# Tobias Verhaecht

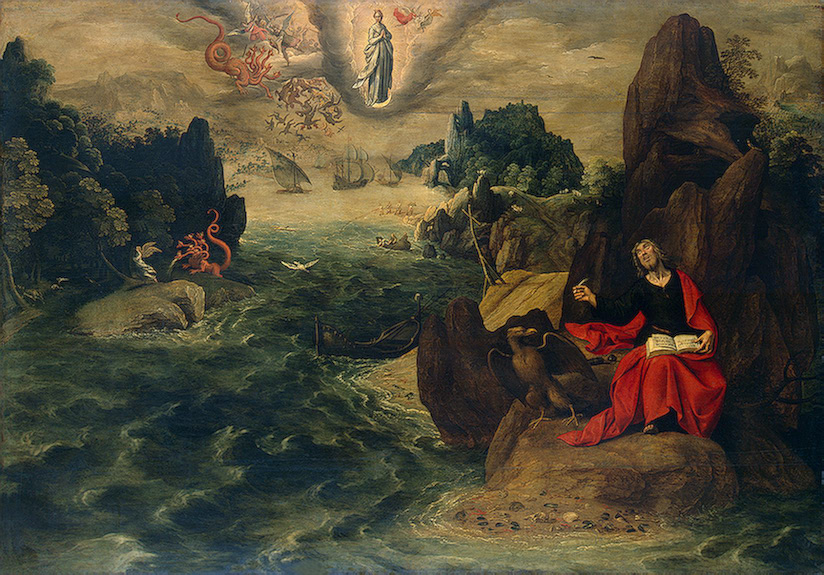
Tobias Verhaecht, Landscape with St John the Evangelist at Patmos, Oil on panel, 1598

Tobias Verhaecht (1561–1631) foi um pintor e desenhador ativo em Antuérpia, Florença e Roma. Originalmente como pintor de paisagens, o seu estilo deve-se às influências de outros artistas de paisagens como Joachim Patinir a partir de largas vistas, perspectivas distantes fantásticas e um esquema de três cores. 
Verhaecht nasceu em Antuérpia. Antes de entrar na Guilda de São Lucas em 1590–91, ele já tinha passado algum tempo em Itália, primeiro em Florença e depois, como pintor de frescos, em Roma. Peter Paul Rubens, que era seu familiar por casamento, estudou com ele por volta de 1592, bem como outro estudante que foi como seu filho, Willem van Haecht. Verhaecht é também conhecido pelas suas gravuras para impressões.